# Банджарська Вікіпедія
Банджарська Вікіпедія (банджар. Wikipidia basa Banjar) — розділ Вікіпедії банджарською мовою. Створена у 2010 році. Банджарська Вікіпедія станом на 27 березня 2025 року містить 11 163 статті, 15 820 зареєстрованих користувачів, 69 активних дописувачів, 3 адміністраторів
. Загальна кількість сторінок в банджарській Вікіпедії — 33 610, редагувань — 101 671, завантажених файлів — 2
. Глибина (рівень розвитку мовного розділу) банджарської Вікіпедії мала і становить 12.2 пунктів
.

## Історія
- Квітень 2010 — створена 100-та стаття[3].
- Грудень 2010 — створена 1 000-на стаття[3].